# Pyrinia minsera
Pyrinia minsera är en fjärilsart som beskrevs av Dyar 1910. Pyrinia minsera ingår i släktet Pyrinia och familjen mätare. Inga underarter finns listade.